# Mémorial du génocide pontique au Pirée
Le mémorial du génocide pontique au Pirée, en grec moderne : Μνημείο Γενοκτονίας Ποντίων στον Πειραιά / Mnimío Genoktonías Pondíon ston Pireá, est un monument situé dans la ville portuaire grecque du Pirée. Il commémore le génocide grec pontique. 
Le monument est situé sur la place Alexandra du Pirée. L'œuvre consiste en une sculpture contemporaine créée par l'artiste Panagiótis Tanimanídis, qui l'a nommée Vol pyrrhique (en référence à une danse emblématique de la région). Elle est officiellement dévoilée lors d'une cérémonie au Pirée, le 21 mai 2017,,. La cérémonie marquait la première fois que des événements commémoratifs du génocide avaient lieu au Pirée. 
Le génocide pontique est une atrocité perpétrée par le gouvernement ottoman, en même temps que les génocides arménien et assyrien. Le nombre de vies grecques perdues à la suite de ce génocide est estimé à environ 350 000. 
Le monument a été financé par l'homme d'affaires Evángelos Marinákis,. Celui-ci a déclaré que l'une des raisons pour lesquelles le monument était un projet si important pour lui est que sa mère, Iríni Karakatsáni, est une descendante de la famille Ypsilántis, dont les ancêtres ont joué un rôle central dans la guerre d'indépendance grecque.
La sculpture tridimensionnelle mesure 15,50 mètres de long et 7,10 mètres de haut. Elle est réalisée en acier inoxydable et comporte des détails en laiton. À l'intérieur, l'œuvre est ornée de 17 compositions sculpturales, des icônes successives décrivant la fuite du Pont pour atteindre une patrie non préparée qui accueillait les réfugiés.